# باتشاو (أنغلزي)
باتشاو (بالإنجليزية: Bachau)‏ هي قرية تقع في المملكة المتحدة في ويلز.